# Mansoorroest
De mansoorroest (Puccinia asarina)  is een roestschimmel behorend tot de familie Pucciniaceae. Biotrofe parasiet die telia vormt op Asarum-soorten. Deze roest doet niet aan waardplantwisseling. In Nederland is het alleen bekend van mansoor (Asarum europaeum) waar het aan beide zijden van het blad voorkomt.

## Kenmerken
Op mansoor (Asarum europaeum) de enig bekende roest. Telia komen voor aan beide zijde van het blad en meten 5 × 0,25 mm. Ze kunnen samenvloeien tot een geheel. De teliosporen zijn tweecellig, glad en meten 28-44 × 14-24 μm. De geelbruine sporenwand is 1-2 μm dik, maar is veel dikker aan de toppen 5-7 (-8) μm. Ze hebben een kiempore deze is apicaal bij de topcel en tegen de dwarswand bij een basale cel.

## Verspreiding
In Nederland komt de schimmel uiterst zeldzaam voor. Het is eenmaal gemeld uit Terborg in 1969. Mansoor is in Nederland een tuinplant die niet vaak voorkomt. In Oostenrijk, waar mansoor van nature veel voorkomt, is mansoorroest algemeen.

## Waardplanten
Mansoorroest komt voor op:
- Asarum caudatum
- Asarum europaeum (Mansoor)
- Asarum heterotropoides
- Asarum lemmonii
- Asarum sieboldii